# Jodele Larcher
Jodele Claudio Muniz Dondice Larcher (Juiz de Fora, 1955), mais conhecido como Jodele Larcher, é um diretor de televisão, produtor de televisão, videoartista e video jockey brasileiro. Com mais de quarenta anos de carreira, foi um dos pioneiros do formato videoclipe no Brasil, tendo trabalhado como artista visual e diretor em diversas emissoras de televisão.

## Primeiros anos
Jodele Larcher nasceu em Juiz de Fora, Minas Gerais, onde morou até os 19 anos. Seu pai trabalhava como técnico na afiliada da Rede Globo em Belo Horizonte e o irmão, Jefferson, era funcionário da Globo Internacional em Nova Iorque. Larcher não se interessava por audiovisual quando jovem, contudo, ao fazer um curso para operador de videoteipe arranjado pelo pai e ver as primeiras imagens do Festival de Woodstock, concluiu que queria seguir carreira nos meios videográfico e musical. Entre seus primeiros trabalhos na indústria da música, foi empresário de artistas como João de Aquino, Robertinho do Recife e banda Brylho.

## Carreira

### TV Globo e videoclipes
Larcher começou a trabalhar para a Rede Globo no final da década de 1970, como assistente de Roberto Talma em pré-clipes históricos como o da canção "Maluco Beleza", de Raul Seixas. Posteriormente, suas funções passaram a se alternar, sobretudo, entre a codireção de telenovelas e a direção de videoclipes (na época chamados de "musicais") para o dominical Fantástico. Ele também se lançava em programas musicais independentes. Chegando a gravar dois projetos por semana, ele já havia dirigido mais de 100 videoclipes para o Fantástico até 1991, incluindo projetos para Gilberto Gil, Chico Buarque e Titãs. Seus trabalhos na Globo caracterizavam-se pelo que foi definido como uma "plástica underground", obtida com o uso de técnicas como cortes, chicotes, câmeras balançantes e imagem com saturação de grão.
Em 1990, o vídeo que ele codirigiu para a música "Flores", do grupo Titãs, foi premiado no VMA como o melhor videoclipe brasileiro daquele ano, a partir de uma eleição direta coordenada pelo Jornal do Brasil, revista Bizz e outros órgãos de imprensa. Além de uma reportagem no Jornal Nacional sobre o prêmio, vários clipes de Larcher passaram a ser exibidos regularmente pela MTV no programa Earth to MTV. O sucesso do vídeo também levou a uma parceria entre Larcher e Lulu Santos, resultando no especial de 20 minutos Honolulu e no primeiro lançamento home video do cantor. Em Flores, Larcher usou o recurso do newsmate, fundindo imagens de planos floridos com flores de plástico e a mise-en-scène dos Titãs, criando imagens "sujas" em efeito circular. Essa técnica chamou a atenção de uma agência publicitária e, posteriormente, Larcher começou a produzir alguns comerciais para as gravadoras BMG/Ariola, Warner e EMI/Odeon, varejos do interior do Rio de Janeiro e Lojas Americanas.
Larcher também dirigiu ou produziu vários programas da Globo, incluindo séries e telenovelas, entre as quais Rainha da Sucata e Juba & Lula, além de diversos especiais como o que promoveu um encontro inédito entre as bandas Legião Urbana e Os Paralamas do Sucesso em 1988 e cujas gravações originaram um álbum ao vivo lançado mais de 20 anos depois. Entre as últimas atrações que Larcher dirigiu na emissora estão A Casa do Terror (1995), série de comédia de terror cancelada por baixa audiência após a exibição de apenas dois episódios, e uma série sobre David Blaine, o mágico de rua, para o Domingão do Faustão. Fã de Raul Seixas, ele voltou a colaborar com o Fantástico em 2003, dirigindo um clipe para a recém-lançada canção "Anarkilópolis", versão rara de Seixas para "Cowboy Fora da Lei".

### Outros projetos
Quando Talma tornou-se diretor artístico da Rede Bandeirantes em 1995, ele contratou Larcher para comandar as áreas musicais da emissora. No ano seguinte, Larcher dirigiu para o canal, em parceria com José Mojica Marins, uma série semanal de terror com o personagem Zé do Caixão. Ainda no início da década de 1990, Larcher inaugurou sua própria produtora audiovisual, a Inova.tv, dedicada especialmente ao rock, samba e música eletrônica. Após uma passagem pela DirecTV, ele passou a investir no então incipiente mercado de DVD no Brasil. Sua produtora foi responsável pelos primeiros lançamentos em DVD de artistas como Gal Costa, Lô Borges, Charlie Brown Jr. e Adriana Calcanhotto, este último rendendo a Larcher uma indicação à categoria de melhor DVD no Prêmio Multishow de Música Brasileira de 2002.
Desde o início dos anos 2000, Larcher passou a desenvolver numerosos trabalhos como artista visual e destacou-se como um dos principais entusiastas do video jockeying no país, assinando vídeos-cenários para Roberto Carlos, Gilberto Gil, Lulu Santos, Kid Abelha e outros artistas. Também criou o coletivo Azoia, focado em experimentação artística, videoarte, design e web design para "criar uma terceira onda misturando som e imagem". A partir de 2010, ele começou a realizar no Rio de Janeiro o festival internacional de música, arte e tecnologia VideoAtaq, um dos primeiros a difundir o video mapping no Brasil. Em 2021, foi lançada no Music Box Brazil a série documental Acorda Amor - Canções de Rebeldia, idealizada e dirigida por Larcher, acerca do histórico e das nuances da música de protesto brasileira.

## Obras selecionadas

### Televisão
| Ano     | Título                             | Crédito                    | Formato                 | Emissora          | Ref.   |
| ------- | ---------------------------------- | -------------------------- | ----------------------- | ----------------- | ------ |
| 1982    | Sétimo Sentido                     | Codireção                  | Telenovela              | Rede Globo        | [ 3 ]  |
| 1982-83 | Sol de Verão                       | Codireção                  | Telenovela              | Rede Globo        | [ 3 ]  |
| 1984    | Partido Alto                       | Codireção                  | Telenovela              | Rede Globo        | [ 3 ]  |
| 1986    | Mixto Quente                       | Produção executiva         | Musical                 | Rede Globo        | [ 22 ] |
| 1986    | Chico & Caetano                    | Produção executiva         | Musical                 | Rede Globo        | [ 23 ] |
| 1987    | Tina Turner Especial               | Direção                    | Especial                | Rede Globo        | [ 24 ] |
| 1988    | Paralamas e Legião Juntos          | Codireção, roteiro, edição | Especial                | Rede Globo        | [ 10 ] |
| 1989    | Juba & Lula                        | Codireção                  | Programa de variedades  | Rede Globo        | [ 25 ] |
| 1990    | Honolulu                           | Direção                    | Especial                | Rede Manchete     | [ 3 ]  |
| 1990    | Chitãozinho e Xororó               | Direção musical            | Especial                | Rede Globo        | [ 26 ] |
| 1990    | Rainha da Sucata                   | Codireção                  | Telenovela              | Rede Globo        | [ 27 ] |
| 1992    | Perigosas Peruas                   | Codireção                  | Telenovela              | Rede Globo        | [ 28 ] |
| 1993-95 | Som Brasil                         | Codireção                  | Musical                 | Rede Globo        | [ 29 ] |
| 1995    | Rita Lee Especial                  | Roteiro e codireção        | Especial                | Rede Globo        | [ 30 ] |
| 1995    | Casa do Terror                     | Codireção                  | Série                   | Rede Globo        | [ 11 ] |
| 1996    | O Estranho Mundo de Zé do Caixão   | Codireção                  | Série                   | Rede Bandeirantes | [ 14 ] |
| 2003    | Versus                             | Direção                    | Documentário televisivo | DirecTV           | [ 31 ] |
| 2006    | Especial Marisa Monte              | Direção                    | Especial                | Multishow         | [ 32 ] |
| 2018    | Biquíni Cavadão: Ilustre Guerreiro | Direção                    | Especial                | Music Box Brazil  | [ 33 ] |
| 2021    | Acorda Amor - Canções de Rebeldia  | Criação e direção          | Série documental        | Music Box Brazil  | [ 21 ] |

### Videoclipes
| Ano  | Artista                      | Canção                   | Crédito           | Ref.   |
| ---- | ---------------------------- | ------------------------ | ----------------- | ------ |
| 1984 | Os Paralamas do Sucesso      | "Meu Erro"               | Direção           | [ 34 ] |
| 1985 | Biquíni Cavadão              | "Múmias"                 | Direção           | [ 35 ] |
| 1987 | Sandra Sá                    | "Retrato e Canções"      | Direção           | [ 36 ] |
| 1987 | Legião Urbana                | "Que País É Este"        | Direção           | [ 37 ] |
| 1988 | Legião Urbana                | "Angra dos Reis"         | Direção           | [ 38 ] |
| 1988 | Legião Urbana                | "Eu Sei"                 | Direção           | [ 38 ] |
| 1988 | Os Paralamas do Sucesso      | "Uns Dias"               | Direção           | [ 39 ] |
| 1988 | Titãs                        | "Go Back"                | Codireção         | [ 40 ] |
| 1989 | Titãs                        | "Flores"                 | Codireção         | [ 40 ] |
| 1989 | Legião Urbana                | "Há Tempos"              | Direção           | [ 38 ] |
| 1989 | Tim Maia                     | "Cabeça Feita"           | Direção e roteiro | [ 41 ] |
| 1989 | Gilberto Gil e Chico Buarque | "Baticum"                | Direção           | [ 3 ]  |
| 1990 | Engenheiros do Hawaii        | "O Papa é Pop"           | Direção           | [ 33 ] |
| 1990 | Titãs                        | "Deus e o Diabo"         | Direção           | [ 40 ] |
| 1991 | Titãs                        | "Não É Por Não Falar"    | Direção           | [ 42 ] |
| 1992 | Gilberto Gil                 | "Madalena"               | Direção           | [ 33 ] |
| 1993 | Jorge Ben Jor                | "Engenho de Dentro"      | Direção           | [ 33 ] |
| 1994 | Gabriel O Pensador           | "175 Nada Especial"      | Direção           | [ 43 ] |
| 1994 | Lulu Santos                  | "Tudo Igual"             | Direção           | [ 33 ] |
| 1996 | Claudinho & Buchecha         | "Conquista"              | Direção           | [ 33 ] |
| 2003 | Raul Seixas                  | "Anarkilópolis"          | Direção           | [ 12 ] |
| 2010 | Gusttavo Lima                | "Rosas, Versos e Vinhos" | Codireção         | [ 44 ] |
| 2013 | Mister Jam                   | "Golden People"          | Direção           | [ 33 ] |
| 2014 | Flávia Bittencourt           | "Rèconfort"              | Direção           | [ 33 ] |
| 2019 | Mart'nália                   | "Onde Anda Você"         | Direção           | [ 45 ] |

### Outros trabalhos
| Ano  | Artista             | Título                                   | Crédito | Notas                | Ref.   |
| ---- | ------------------- | ---------------------------------------- | ------- | -------------------- | ------ |
| 1999 | Gal Costa           | Gal Costa Canta Tom Jobim - Ao Vivo      | Direção | Show                 | [ 46 ] |
| 2001 | Adriana Calcanhotto | Público                                  | Direção | DVD                  | [ 47 ] |
| 2004 | Carlos Lyra         | 50 Anos de Música                        | Direção | DVD                  | [ 48 ] |
| 2004 | Zeca Baleiro        | Líricas                                  | Direção | DVD                  | [ 49 ] |
| 2006 | Cássia Eller        | Rock in Rio: Cássia Eller ao Vivo        | Direção | Show gravado em 2001 | [ 50 ] |
| 2008 | Bossacucanova       | Na Base da Bossa - 50 Anos de Excelência | Direção | Documentário em DVD  | [ 51 ] |
| 2012 | Kid Abelha          | Multishow ao Vivo: Kid Abelha - 30 Anos  | Direção | DVD e Blu-ray        | [ 52 ] |
| 2015 | Lulu Santos         | Toca + Lulu Ao Vivo                      | Direção | Show                 | [ 46 ] |

### Cinema
| Ano  | Título         | Crédito | Notas                          | Ref.   |
| ---- | -------------- | ------- | ------------------------------ | ------ |
| 2014 | Eu Sou Insana? | Direção | Documentário de curta-metragem | [ 53 ] |

## Prêmios e indicações
| Ano  | Premiação                             | Categoria                                  | Trabalho indicado                 | Resultado | Ref.   |
| ---- | ------------------------------------- | ------------------------------------------ | --------------------------------- | --------- | ------ |
| 1990 | MTV Video Music Awards                | Escolha da Audiência Internacional: Brasil | Videoclipe de "Flores", dos Titãs | Venceu    | [ 3 ]  |
| 2002 | Prêmio Multishow de Música Brasileira | Melhor DVD                                 | Público, de Adriana Calcanhotto   | Indicado  | [ 17 ] |